# KF51 Panther
Il Panther KF51 è un carro armato da combattimento in fase di sviluppo dalla Rheinmetall. Presentato alla mostra Eurosatory sulla difesa il 13 giugno 2022, rappresenta l'ultimo membro della famiglia di veicoli cingolati della Rheinmetall (KF è l’abbreviazione di “Kettenfahrzeug”, cioè veicolo cingolato).

## Sviluppo
La Rheinmetall ha iniziato lo sviluppo dei principali sottosistemi relativi del Panther nel 2016. Il carro armato è stato sviluppato dal  Leopard 2A4 aumentandone la letalità, la mobilità e la sopravvivenza, senza incorrere in un aumento significativo di peso. Per ridurre quest'ultimo fattore, l'azienda ha dato la priorità alla protezione attiva rispetto a quella passiva.
Ulteriori sviluppi in esame per il veicolo sono state: l'installazione di un generatore potente ed efficiente, l'integrazione dell'IA nel sistema di controllo del fuoco per consentire il rilevamento e l'identificazione automatizzati dei bersagli, l'uso di una torretta con caricatore automatico e la creazione di una versione senza equipaggio del Panther. Inoltre gli sforzi per rendere il veicolo più ecologico potrebbero portare allo sviluppo di uno scafo alternativo per il Panther.

## Design e mobilità
Come descritto precedentemente, il KF51 si basa sullo scafo del  Leopard 2A4: con il guidatore davanti, il vano di combattimento/torretta al centro e il generatore nella parte posteriore. Il guidatore è seduto nella parte anteriore destra dello scafo ed è dotato di un portello in un unico pezzo sopra la sua posizione. Una stazione dell'equipaggio separata, può essere fornita nella parte anteriore sinistra dello scafo per un operatore di sistemi dedicato. Sono installate delle telecamere per il conducente al centro della parte anteriore e posteriore dello scafo.
Il punto in cui il design del KF51 si discosta da quello della precedente generazione di MBT occidentali è l'introduzione di una nuova torretta a due persone dotata di un cannone principale autocaricato. Ci sono alloggiamenti per le telecamere su tutti e quattro gli angoli della torretta e al centro di ciascun lato della torretta.
Il Panther pesa 59 tonnellate, il che lo rende più leggero della maggior parte degli MBT occidentali sviluppati prima del 2022. Il generatore, i cingoli e la maggior parte degli ingranaggi del veicolo sono stati derivati da quelli del  Leopard 2A4. Infatti il generatore del  Leopard 2A4 è costituito da un motore diesel V-12 MTU MB 873 Ka-501 raffreddato ad acqua che produce 1.479 CV a 2.600 giri/min. La velocità massima del Panther non è stata rivelata ma ha un'autonomia massima di 500km. Le ruote sono supportate da sospensioni a barra di torsione. La prima, la seconda, la terza, la sesta e la settima ruota: sono dotate di ammortizzatori ad attrito avanzati e ammortizzatori idraulici per smorzare le oscillazioni, mentre la quarta e la quinta ruota sono dotate di solidi ammortizzatori.

## Protezione
Il KF51 Panther presenta tre livelli di protezione: passivo, reattivo e attivo. Lo strato più interno è costituito da un'armatura d'acciaio interamente saldata coperta da moduli di armatura passiva. Il secondo strato comprende un'armatura reattiva basata su sensori, mentre l'ultimo livello protezione è costituito dal sistema di protezione attiva (Active Protection System - APS) del sistema di difesa attiva (Active Defence System - ADS) che secondo Rheinmetall è in grado di proteggere dai proiettili a energia cinetica e dai missili guidati anticarro (ATGMs).
Inoltre il Panther è dotato di otto lanciagranate fumogene montati in file sfalsate di due, dietro l'alloggiamento centrale della telecamera su ciascun lato della torretta.

## Armamento
L'armamento principale del KF51 è un cannone a canna liscia Rheinmetall Future Gun System (FGS) stabilizzato da 130mm, che può essere elevato da -9˚ a +20˚. Rheinmetall afferma che questo è in grado di fornire tra 18 e 20 MJ di energia su un bersaglio e che ha una portata effettiva del 50% più lunga rispetto ad altri cannoni da carro armato Rheinmetall da 120mm, ma con il calibro da 130 mm il KF-51 può trasportare solo 20 colpi da 130 mm mentre carri che montano il cannone da 120 mm (come per esempio il Leopard 2) possono trasportarne 42. Il cannone è alimentato da un caricatore automatico costituito da due caricatori, con una capacità di dieci colpi ciascuno.
Sugli esemplari italiani è previsto però un cannone da 120mm , probabilmente una versione aggiornata dell'arma del carro Ariete.
L'armamento secondario è costituito da una mitragliatrice da 12,7mm montata coassialmente. Una stazione d'arma telecomandata può essere montata sul retro del tetto della torretta, per fornire una difesa ravvicinata.

## Operatori
La Rheinmetall punta al mercato dell’export per rimpiazzare in futuro le flotte NATO ed extra NATO dei diversi clienti del Leopard 2.
Nell'ottobre 2024 viene costituita la Leonardo Rheinmetall Military Vehicles per la costruzione di un nuovo carro italo-tedesco per l'esercito italiano, sulla base del KF51 Panther. L’ordine previsto è di 380 carri KF-51 Panther per l’Esercito Italiano.